# Portugiesische Afrikaner
Portugiesische Afrikaner (auch: Luso-Afrikaner, portugiesisch: luso-africano) sind Personen portugiesischen Ursprungs, die in Afrika geboren oder Personen, die in Portugal geboren wurden, die aber einen Großteil ihres Lebens auf afrikanischem Boden verbrachten. Der Begriff sollte nicht mit Afro-Portugiesisch oder Afro-Lusitano verwechselt werden, da diese Begriffe für Portugiesen mit schwarzen afrikanischen Vorfahren verwendet werden.
Zahlenmäßig die größte portugiesische Gemeinschaft in Afrika lebt in Südafrika (ca. 400.000 im Jahr 2008), während bedeutende Minderheiten in Namibia und den anderen portugiesischsprachigen Ländern Afrikas wie Angola, Kap Verde, Guinea-Bissau, Mosambik und São Tomé und Príncipe leben.
Guinea-Bissau wurde ein unabhängiges Land im Jahr 1974, gefolgt von dem Rest der ehemaligen portugiesischen Kolonien im Jahr 1975. Die meisten der portugiesischen Siedler kehrte nach Portugal zurück, wo sie Rückkehrer (portugiesisch: Retornados) genannt wurden. Einige wanderten in andere Länder wie Südafrika, Malawi, Namibia und Simbabwe, Brasilien und den Vereinigten Staaten von Amerika aus.
Die Gemeinschaft der Portugiesischsprachigen Länder (PALOP) wurde 1996 gegründet. Später baten einige Portugiesen und eine Reihe von portugiesischen Brasilianern um wirtschaftliche und pädagogische Hilfe für afrikanisch-portugiesischsprachigen Länder, die seither über eine Reihe staatliche, öffentlich-rechtliche und private Institutionen und Initiativen der Lusophonie erfolgt, insbesondere aus Portugal, aber auch aus Brasilien. Einige dieser Portugiesen haben Afrika als ihren ständigen Wohnsitz angenommen.

## Population in Afrika
| Land                         | Population | Jahr |
| ---------------------------- | ---------- | ---- |
| Angola                       | 115.595    | 2014 |
| Südafrika                    | 071.513    | 2014 |
| Mosambik                     | 024.181    | 2014 |
| Kap Verde                    | 012.333    | 2014 |
| Guinea-Bissau                | 05.519     | 2014 |
| São Tomé und Príncipe        | 04.268     | 2014 |
| Namibia                      | 01.862     | 2014 |
| Eswatini                     | 01,162     | 2014 |
| Simbabwe                     | 01.110     | 2014 |
| Demokratische Republik Kongo | 0800       | 2014 |